# Justino Quispe Chura
Justino Quispe Chura (Tajara Chico, Departamento de La Paz; 3 de agosto de 1926 - 1 de enero de 1971) fue un religioso evangélico bautista boliviano, fundador del cantón Huatajata.

## Biografía
Quispe nació el martes 3 de agosto de 1926, en la comunidad Tajara Chico, hijo de una familia campesina muy pobre, sus padres fueron: Martín Quispe Troche y Jesusa Chura Sucujayo. Los padres de Quispe fueron peones y su casa estaba ubicada en los terrenos de una gran hacienda . La familia Quipse trabajaba para una familia terrateniente por el solo hecho de permanecer en la tierra donde habían nacido, según era el modelo dominante de la organización económica y social de la época en Bolivia.
El 23 de abril de 1933,  en plena época de la Guerra del Chaco, ingresó a la Escuela Antonio Chiriotto, núcleo educativo para niños campesinos en Bolivia fundado en 1914. Tuvo estrecha relación con los misioneros canadienses para quienes realizó trabajos de jardinería, por su inquietud de conocer nuevas costumbres, de ellos aprendió el evangelio.

### Infancia
Junto a su padre se dedicaban a la pesca en el lago Titicaca. A sus trece años, habiendo culminado el 6.º grado de primaria, fue enviado al Colegio Archivaald Reekie, uno de los primeros colegios protestantes diurnos de Oruro, para reforzar sus conocimientos, pues demostraba particular entusiasmo por el estudio.

### Desarrollo
En 1942 la Misión Bautista Canadiense distribuyó títulos de propiedad a varias familias campesinas que eran parte de la Hacienda de Huatajata, esta distribución permitía que las familias ya no trabajen como peones de los terratenientes.
La familia de Justino Quispe no fue una de las favorecidas, porque pertenecían a otra comunidad, pero recibieron la ayuda social que la Misión brindaba.Este hecho marcaría una rivalidad emergente entre las comunidades vecinas, por la marcada diferencia social que se había creado pues las demás comunidades, aun eran mantenidas como servidumbre.
En 1944 los misioneros deciden contratar a Quispe como Profesor en Llamacachi en 1944.
Al asumir el reto Quispe era muy jovenpero demostró su capacidad eorganización en actividades cristianas y deportivas de su pueblo, tocando hábilmente la trompeta. mediante el deporte Quispe fortaleció los vínculos comunales de las poblaciones vecinas.
En 1947 se alejó de las actividades relacionadas con  la dirección de los misioneros. Se dedicó al comercio para subsistir, llevando diversos productos de su región hacia Los Yungas; esta actividad no fue suficiente para mantenerse  debiendo retornar a la actividad que había aprendido de su padre: la pesca. Durante esta etapa conoció a Silveria Paredes, quien se convirtió en su esposa.

### Seminario Teológico Bautista
En 1951, los misioneros deciden llamarlo para que estudie en Cochabamba. De esta forma es que se traslada a esta ciudad para ingresar al Seminario Teológico Bautista
Tras estos estudios surgió la inquietud de traducir los textos religiosos al aimara, idioma de su comunidad. La obra “Machak Testamento – Diosan Arucanacap” es el resultado de valiosas participaciones como la de Quispe.
Junto a sus compañeros del Seminario organizó campañas de evangelización en distintas regiones de Cochabamba como en Sipe Sipe.
Al culminar sus años estudio, recibió  su diploma el 12 de agosto de 1955 y fue invitado por la Iglesia Oruro Moderno para trabajar como Pastor desde septiembre de 1956.

## Creación del coro
Como Pastor retorna a La Paz para reencontrarse con su familia. Para las celebraciones de fin de año de 1957, organiza la presentación de un Coro en Huatajata con 36 voces. El coro era acompañado por el acordeón interpretado por Quispem y las alabanzas eran cantadas en aimara, una innovación en Bolivia .[cita requerida]

## Fundación del Cantón Huatajata
El 22 de enero de 1958 gracias al esfuerzo concilador de Quispe se fundó el cantón Huatajata. Quispe mediante una prédica muy sentida, logró quebrantar los ánimos de lucha en sus hermanos, enfrentados por las discrepancias respecto a la distribución de tierras, originadas por la Reforma Agraria del 52. Las palabras del Pastor logran unieron a la población presente y entre lágrimas y palabras de perdón decidieron atender la solicitud del pastor para marchar juntos como un nuevo pueblo. Esta gran asamblea, conformada por las comunidades de Huatajata, Sankajahuira, Chilaya, Chamoco Chico y Tajara, fue la que propició la fundación de Huatajata como cantón.
La creación del Cantón Huatajata fue formalizada diez años más tarde, coronando el trabajo de Quispe que, como muchos, lucharon por el reconocimiento de su legítima identidad aymará sobre las tierras donde habían nacido.Este hecho fue reconocido por el nuevo gobierno del 60, que lo identificaba como representante y  dirigente indígena, en 2010 durante el gobierno de Evo Morales el cantón fue elevado a categoría de municipio. 
El mismo año de la fundación, 1958, Quispe se trasladó a El Alto para desempeñar funciones como Pastor y profesor de música en el Centro Minero de Milluni.

## Radio y fundación de una nueva iglesia
A mediados del año 58 se instala en las dependencias de RADIO LA CRUZ DEL SUR en Villa Dolores, ubicada al pie del Corazón de Jesús.Su familia entera no podía acompañarlo, debido a que sus condiciones económicas no le permitía tener un lugar apropiado. Sin embargo, gracias a esta emisora, el Pastor llega al corazón de mucha más gente, acompañando sus mensajes con bellas melodías de acordeón y piano.Fue el primero en transmitir por radio las buenas nuevas en aymará. Y también, en dramatizar las escrituras sagradas, dando luz a las Radionovelas Cristianas. El 23 de agosto de 1959 inaugura la Iglesia “LOS ANDES” como parte del concilio de constitución.
Al año siguiente, el 14 de febrero de 1960, funda la Iglesia Bautista de VILLA DOLORES, concretando la tarea que había empezado desde el ´58 con su obra radial. Ese día, se bautizaron 21 personas, entre las cuales se encontraba Silveria Paredes, su  esposa.
La Congregación “SAN PABLO” de Viacha contó también con su liderazgo.El 15 de enero de 1963 inaugura el Templo “LUZ DE CRISTO” de Villa 16 de Julio. Cuatro años después, la Congregación “LA LUMBRERA”, se constituye en Iglesia Evangélica Bautista, gracias a la participación del Pastor.

## Otras obras
Tradujo numerosos himnos religiosos al aimara,  “SACRIFICIO VIVO”, identificaría su propia vida.
La Sociedad CALA tiene publicado actualmente un suplemento especial de todos los himnos traducidos por el Pastor.
Desde su domicilio, ubicada en la zona 16 De Julio de El Alto, con la ayuda de jóvenes del Cuerpo de Paz, lleva adelante un proyecto de cooperación para madres de familia a fin de que pudieran capacitarse para lograr sus propios ingresos.
El trabajo consistía en elaboración de bayetas de la tierra con figuras representativas del arte andino para luego ser exportadas.
Al mismo tiempo, se contactó con la embajada de los EE. UU. y con CARITAS boliviana a fin de conseguir ayuda para la gente pobre.
Por varios años, desde su casa, distribuyó víveres a las personas que más lo necesitaban, estableciendo incluso, el desayuno escolar para la Escuela CARLOS MENESES
Hoy en día, la casa donde vivió el Pastor, continúa al servicio de la sociedad, brindando sus espacios a la cooperación y asistencia social a las personas que lo necesiten... es el actual Centro “GREGORIA APAZA” de la ciudad de El Alto.
Teniendo el reconocimiento de la gran comunidad evangélica en Bolivia, fue elegido Presidente de la UNION BAUTISTA BOLIVIANA por dos gestiones consecutivas, 1968 y 1969, fue el primer hombre aymará en lograr este título.
20 de julio de 1969, el Pastor nos reflexiona por todo lo que estaba sucediendo en el mundo, al maravillarse de sus propias obras con el Himno LURATANACAPA.
Siempre ayudó, orientó y acompañó en la solución de diferentes problemas, desde simples trámites de tipo administrativo hasta complicados procesos públicos, situaciones que por falta de conocimiento o por no hablar el castellano representaba problema para quienes eran campesinos, por ello es que en su domicilio nunca faltaban personas pidiéndole asistencia.
Este aspecto, incluso llamó la atención de las autoridades políticas y militares, que en una oportunidad allanaron su casa bajo sospecha de organizar conflictos junto a los indígenas.
Pero su trabajo tenía otro objetivo,su Programa Radial PARLASIPJJAÑANI, auspiciado por el servicio Informativo de EE. UU., USIS, era un ejemplo más de su esfuerzo para orientar a personas de bajos niveles de educación y salud.
Su lucha era contra la desigualdad social, la injusticia y la discriminación siempre, bajo la luz del evangelio.

## Coro unido aymara
El 7 de marzo de 1970, funda EL CORO UNIDO AYMARA en la Iglesia “EL REDENTOR”, logrando integrar 135 voces de distintas iglesias evangélicas.Este Coro fue condecorado con la Orden al Mérito Civil “LIBERTADOR SIMÓN BOLIVAR” el 3 de junio de 1997.

## Fallecimiento
Sus pensamientos le recordaban momentos que no compartió con su familia para dedicarlas a LA OBRA. No obstante, su amor perduraría junto a ellos en cada tarea que Dios le había concedido realizar al igual que su bendición como Padre.Fue internado en el Instituto Nacional del Tórax de La Paz para ser sometido a un tratamiento de quimioterapia; lamentablemente, el cáncer había avanzado a gran parte de la región pulmonar, sometiéndolo a la inmovilidad y dificultad para respirar.
Falleció  la tarde del lunes 11 de enero de 1971.

## Homenajes
En reconocimiento a sus valiosas obras, el pueblo de Huatajata lo declara Hijo Predilecto  y dispone que su avenida principal ostente su nombre.
Esta Avenida se encuentra orientada hacia la capital de la Provincia Omasuyos e ingresa directamente al lugar donde vivía el Pastor, junto al corazón del pueblo.

### Paco en Los Andes
En julio de 1952 el Prof. Earl C. Merrick, escribió un libro titulado “Paco, el niño de Los Andes” basada en la niñez de Quispe, a quien se refiere con el nombre de Paco. La obra fue publicada en Toronto, Canadá.